# Puchar Świata w biegach narciarskich 1973/1974
Sezon 1973/1974 Pucharu Świata w biegach narciarskich rozpoczął się 9 stycznia 1974 r. we włoskiej miejscowości Kastelruth, a zakończył się 9 marca tego samego roku w stolicy Norwegii, Oslo. Była to pierwsza w historii, nieoficjalna seria zawodów w biegach narciarskich zorganizowana przez Międzynarodową Federację Narciarską (FIS).
Najważniejszą imprezą sezonu były mistrzostwa świata w Falun, zaplanowane w dniach 16 - 24 lutego 1974 roku. Zawody te były jednocześnie częścią Pucharu Świata.
Startowali tylko mężczyźni. W nieoficjalnej klasyfikacji generalnej zwyciężył Norweg Ivar Formo. 

## Kalendarz i wyniki
| Lp.                                                                     | Miejscowość   | Dystans          | Data             | 1. miejsce                                                              | 2. miejsce                                                          | 3. miejsce                                                     |
| ----------------------------------------------------------------------- | ------------- | ---------------- | ---------------- | ----------------------------------------------------------------------- | ------------------------------------------------------------------- | -------------------------------------------------------------- |
| 1.                                                                      | Kastelruth    | 30 km            | 9 stycznia 1974  | Gert-Dietmar Klause                                                     | Gerhard Grimmer                                                     | Albert Giger                                                   |
| 2.                                                                      | Le Brassus    | 15 km            | 12 stycznia 1974 | Alfred Kälin                                                            | Eduard Hauser                                                       | Lars-Göran Åslund                                              |
| 3.                                                                      | Le Brassus    | Sztafeta 3x10 km | 13 stycznia 1974 | Norwegia Erik Røsbak · Bjørn Arvnes · Iver Jønland                      | Szwajcaria Alfred Kälin · Werner Geeser · Eduard Hauser             | Szwecja Lars-Göran Åslund · Jarl Svensson · Esbjörn Ulvenvall  |
| 4.                                                                      | Reit im Winkl | 15 km            | 19 stycznia 1974 | Juha Mieto                                                              | Jewgienij Bielajew                                                  | Jaroslav Saidl                                                 |
| 5.                                                                      | Reit im Winkl | Sztafeta 3x10 km | 20 stycznia 1974 | Norwegia Odd Martinsen · Audun Nerland · Ivar Formo                     | Szwecja Hans-Erik Larsson · Åke Wingskog · Thomas Magnusson         | Finlandia Hannu Taipale · Raimo Lehtinen · Juha Mieto          |
| Mistrzostwa Świata w Narciarstwie Klasycznym 1974 (17 - 24 lutego 1974) |               |                  |                  |                                                                         |                                                                     |                                                                |
| 6.                                                                      | Falun         | 30 km            | 17 lutego 1974   | Thomas Magnusson                                                        | Juha Mieto                                                          | Jan Staszel                                                    |
| 7.                                                                      | Falun         | 15 km            | 19 lutego 1974   | Magne Myrmo                                                             | Gerhard Grimmer                                                     | Wasilij Roczew                                                 |
| 8.                                                                      | Falun         | Sztafeta 4x10 km | 21 lutego 1974   | NRD Gerd Heßler · Dieter Meinel · Gerhard Grimmer · Gert-Dietmar Klause | ZSRR Iwan Garanin · Fiodor Simaszow · Wasilij Roczew · Jurij Skobow | Norwegia Magne Myrmo · Odd Martinsen · Ivar Formo · Oddvar Brå |
| 9.                                                                      | Falun         | 50 km            | 24 lutego 1974   | Gerhard Grimmer                                                         | Stanislav Henych                                                    | Thomas Magnusson                                               |
| 10.                                                                     | Lahti         | 15 km            | 2 marca 1974     | Wasilij Roczew                                                          | Ivar Formo                                                          | Sven-Åke Lundbäck                                              |
| 11.                                                                     | Lahti         | 50 km            | 3 marca 1974     | Juhani Repo                                                             | Pål Tyldum                                                          | Eduard Hauser                                                  |
| 12.                                                                     | Oslo          | 15 km            | 7 marca 1974     | Juha Mieto                                                              | Ivar Formo                                                          | Odd Martinsen                                                  |
| 13.                                                                     | Oslo          | 50 km            | 9 marca 1974     | Magne Myrmo                                                             | Ivar Formo                                                          | Juha Mieto                                                     |

## Klasyfikacje
| Lp. | Zawodnik            | Punkty |
| --- | ------------------- | ------ |
| 1.  | Ivar Formo          | 113    |
| 2.  | Juha Mieto          | 110    |
| 3.  | Eduard Hauser       | 97     |
| 4.  | Stanislav Henych    | 89     |
| 5.  | Magne Myrmo         | 86     |
| 6.  | Gerhard Grimmer     | 85     |
| 7.  | Oddvar Brå          | 74     |
| 8.  | Thomas Magnusson    | 72     |
| 9.  | Lars-Göran Åslund   | 69     |
| 10. | Pål Tyldum          | 63     |
| 11. | Wasilij Roczew      | 61     |
| 12. | Gert-Dietmar Klause | 60     |
| 13. | Sven-Åke Lundbäck   | 57     |
| 14. | Alfred Kälin        | 54     |
| 15. | Dieter Meinel       | 46     |
| 15. | Georg Zipfel        | 46     |
| 17. | Iwan Garanin        | 37     |
| 18. | Jan Staszel         | 35     |
| 19. | Jiří Beran          | 34     |
| 20. | Odd Martinsen       | 33     |